# Glanidium
Glanidium — рід риб з підродини Centromochlinae родини Auchenipteridae ряду сомоподібних. Має 7 видів.

## Опис
Загальна довжина представників цього роду коливається від 8 до 15 см. Голова масивна, сплощена зверху. Очі маленькі. Є 3 пари дуже коротких вусів. Тулуб великий, подовжений, широкий. Спинний плавець високо піднято, загострена, вузький, з короткою основою. Жировий плавець відсутній. Грудні плавці широкі, з короткою основою. Анальний плавець подовжено. Хвостовий плавець широкий, короткий.
Забарвлення сіре, коричневе, чорнувате, деякі плямисті.

## Спосіб життя
Зустрічаються в дрібних притоках річок. Одні види — на кам'янистих ґрунтах, інші на піщаних мілинах, де ховаються в завалах коряжника. Живляться личинками комах.

## Розповсюдження
Мешкають від Гаяни до північної Аргентини.

## Види
- Glanidium albescens
- Glanidium botocudo
- Glanidium catharinensis
- Glanidium cesarpintoi
- Glanidium leopardum
- Glanidium melanopterum
- Glanidium ribeiroi